# S:t Görans sjuksköterskeskola

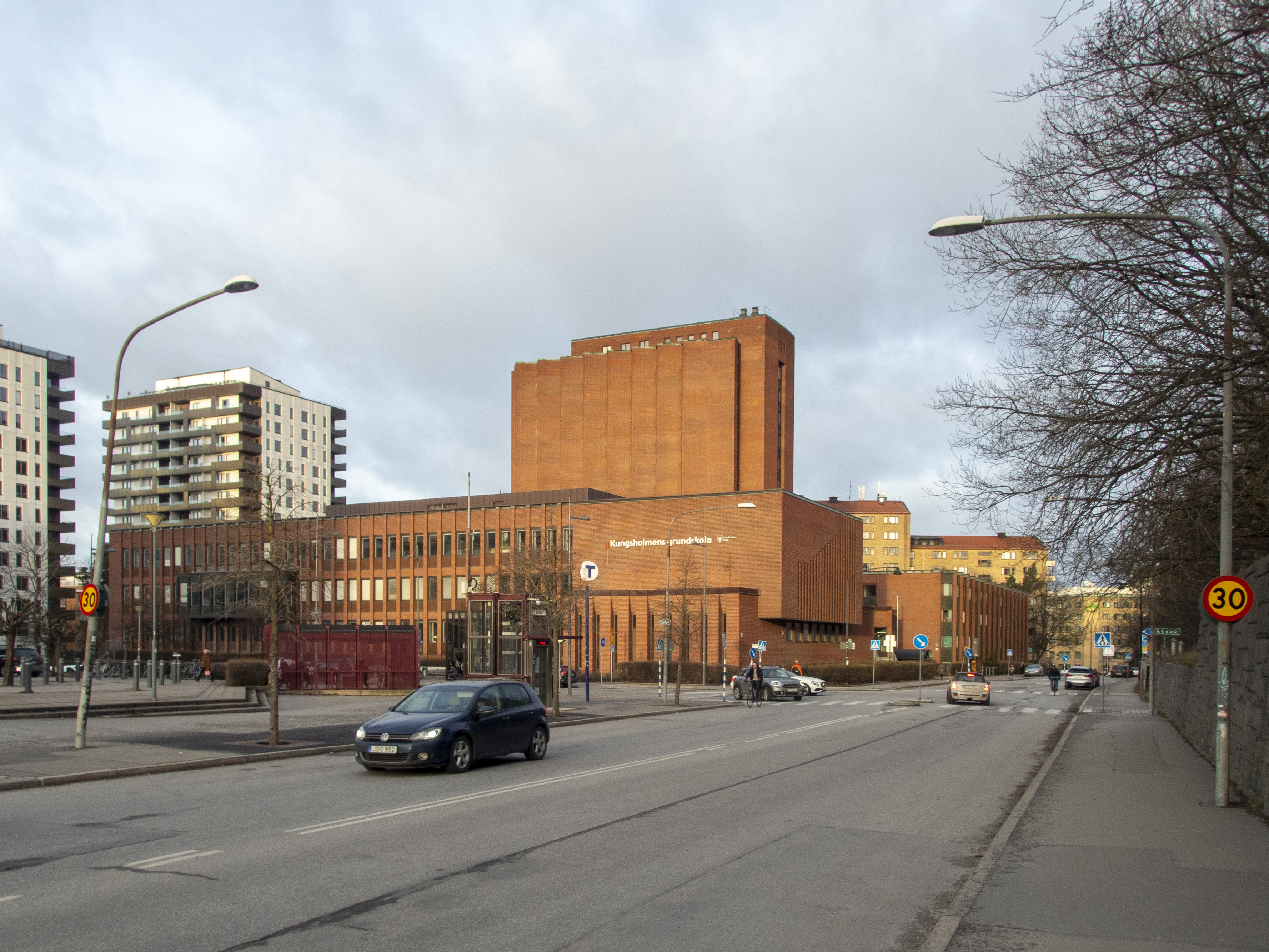
S:t Görans sjuksköterskeskola, numera Kungsholmens grundskola. Den högre byggnaden innehöll elevbostäder.

S:t Görans sjuksköterskeskola var en gymnasieskola för blivande sjuksköterskor och ligger i stadsdelen Stadshagen på Kungsholmen i Stockholm. Skolan benämns även som Stadshagsskolan. Sjuksköterskeskolan har kopplingar till det intill liggande S:t Görans sjukhus. Idag huserar byggnaden Kungsholmens grundskola med årskurserna 7-9.

## Historia
Under 1960-talet satsades stora mängder pengar sjukvården i Sverige . Sjukhusen byggdes ut och mer kunnigt folk behövdes inom branschen. Som ett led i detta bestämdes att en sjuksköterskeskola på gymnasienivå skulle uppföras på Kungsholmen och planerna tog vid redan 1963 och byggarbetena inleddes 1966. Redan året därpå startade den första terminen . 1971 tog Stockholms läns landsting över regin från kommunen. 1999 tog återigen kommunen över regin och fungerade som komvux tills utbildningen slutligen lades ner år 2000. Samma år inrättades Kungsholmens grundskola i byggnaden . 

## Byggnaden
Bebyggelsen består av två volymer och uppfördes 1966 efter ritningar av Tecab konsulterande arkitekter med Anders Tengbom och Kurt Walles i spetsen. Den lägre byggnaden (fastighet Tjället 9) inhyste skolans lokaler medan den högre (fastighet Tjället 8) innehöll bostäder för skolans elever.